# Cosroe Dusi
Cosroe Bernardo Lorenzo Dusi (Venezia, 28 luglio 1808 – Marostica, 9 ottobre 1859) è stato un pittore italiano.

## Biografia
Frequenta l'Accademia di Venezia come allievo del pittore Teodoro Matteini. Dedica le prime fasi della sua formazione ai ritratti, passando in seguito alla realizzazione di dipinti a carattere storico e sacro. Sposa nell'anno 1831 Antonietta Ferrari, figlia dello scultore Bartolomeo. A causa delle scarse commissioni italiane si reca più volte a Monaco di Baviera dove dipinge ritratti di nobili locali; in Italia possiamo annoverare fra le sue opere il sipario del rinnovato Teatro La Fenice realizzato nel 1837. 

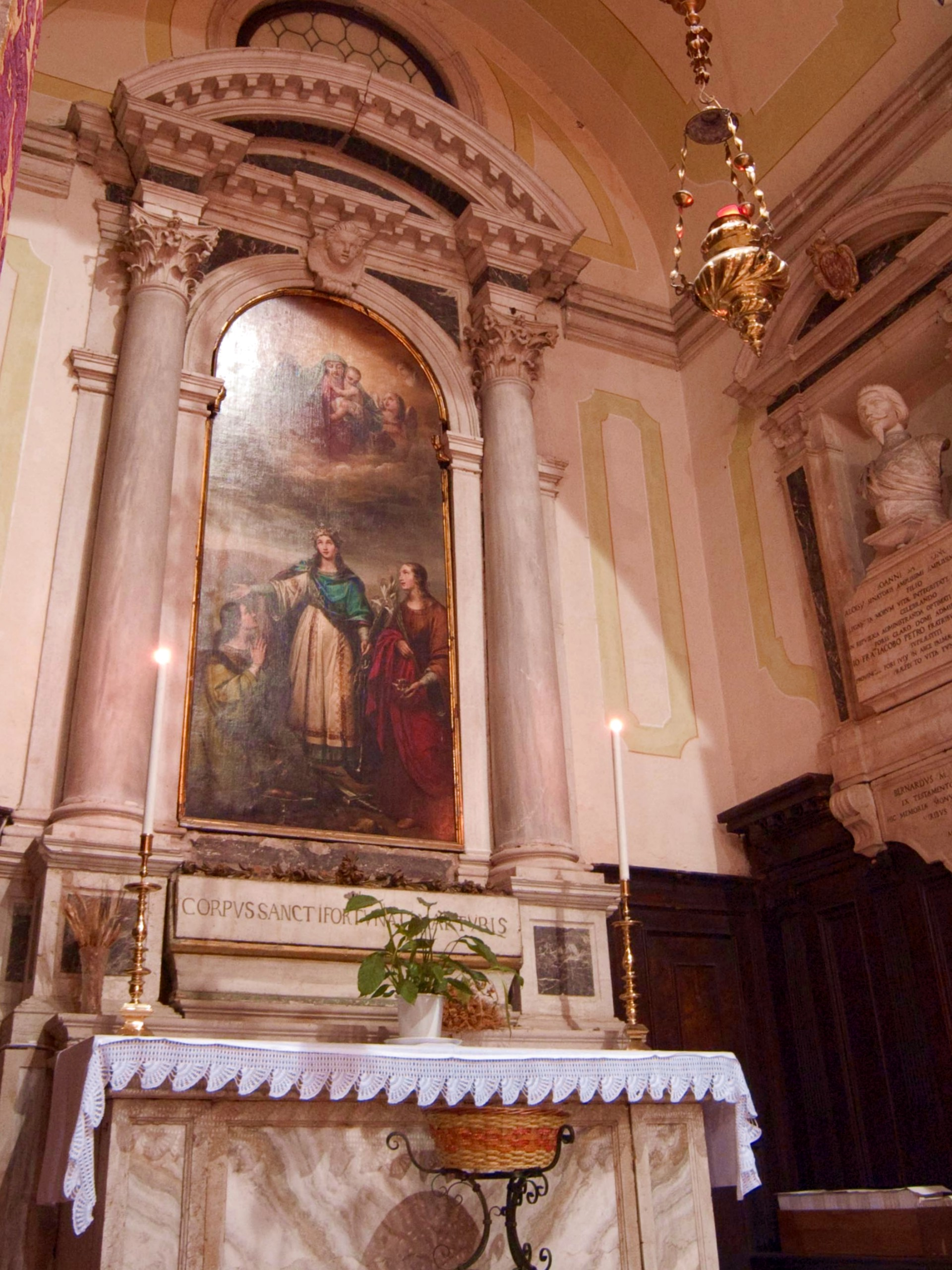
Santa Filomena, Lucia ed Agata, chiesa di San Martino, Venezia

Gran parte della sua produzione artistica si trova in Tirolo. Tra il 1843 e il 1856 frequenta assiduamente la città di San Pietroburgo, dove si fa conoscere ed apprezzare tanto da diventare ben presto pittore della corte dello zar Nicola I. Qui si distingue nei ritratti e nella decorazione di chiese e palazzi pubblici. Sono sue realizzazioni i sipari dei teatri di Mosca e di San Pietroburgo. Nel 1842 viene elevato al titolo di pittore accademico dell'accademia imperiale di San Pietroburgo. 
Da prettamente accademica la sua arte si modifica nell'ambito della pittura romantica e di Storia con un'attenzione particolare alla corrente dei Nazareni impreziosita dal cromatismo veneto. Tornò in Italia a più riprese poiché aveva lasciato la famiglia a Venezia e in particolare nel 1856 con la speranza di essere nominato professore di pittura presso l'Accademia di belle arti di Venezia, ma non avendo ottenuto la cattedra ritorna in Russia. Rientrato in Italia per problemi di salute, muore a Marostica nell'ottobre 1859.
Di Cosroe Dusi è rimasto anche un diario autografo in cui il pittore scrisse tutti i giorni per quattro anni della sua vita dal 1839 al 1841; qui è riportato il suo viaggio da Venezia a San Pietroburgo e la sua attività prima a Monaco di Baviera e poi nella capitale russa. Dal diario è stato ricavato il romanzo Il suonatore di balalaica di Franca Rizzi Martini.
Nel 2012 si è tenuta al Castello di Marostica una bella mostra monografica del pittore dal titolo “Cosroe Dusi, 1808-1859 Diario artistico di un veneziano alla corte degli Zar”. In essa sono stati raccolti oltre 150 fra dipinti, disegni e litografie del pittore, provenienti da collezioni private, da chiese e da vari musei quali l'Ermitage di San Pietroburgo, la Galleria Nazionale di Arte Moderna di Roma e le Gallerie dell'Accademia di Venezia. Il catalogo della mostra costituisce ad oggi il testo più esauriente della vita, dell'attività e delle opere di Cosroe Dusi.

## Opere
Fra le sue più importanti opere ricordiamo:
- Dipinto sull'altare, chiesa parrocchiale dei Santi Pietro e Paolo di Sesto;
- pala dell'altare maggiore, chiesa parrocchiale di Curon Venosta/Graun (BZ);
- altare maggiore della chiesa di San Martino Vescovo, Valle di Casies (BZ);
- dipinto raffigurante Santa Filomena, Lucia ed Agata, chiesa di San Martino a Venezia;
- dipinto olio su tela nominato Alcibiade fra le etère, Museo Revoltella di Trieste;
- tela raffigurante il  Transito di San Giuseppe tra Gesù e Maria sulla pala dell'altare della cappella dedicata a San Giuseppe presso la chiesa di San Luca Evangelista a Padova;
- grande tela raffigurante la Resurrezione dai Morti all'interno della cappella del cimitero di Cortina d'Ampezzo (BL);
- la pala dell'altare maggiore del Santuario Mariano di Maria Luggau in Carinzia.